# Шаровое звёздное скопление
Шарово́е звёздное скопле́ние — звёздное скопление, содержащее большое число звёзд, тесно связанное гравитацией и обращающееся вокруг галактического центра в качестве спутника. В отличие от рассеянных звёздных скоплений, которые располагаются в галактическом диске, шаровые находятся в гало; они значительно старше, содержат гораздо больше звёзд, обладают симметричной сферической формой и характеризуются увеличением концентрации звёзд к центру скопления. Пространственные концентрации звёзд в центральных областях шаровых скоплений составляют 100—1000 звёзд на кубический парсек, средние расстояния между соседними звёздами составляют 3—4,6 трлн км (0,3—0,5 светового года); для сравнения — в окрестностях Солнца пространственная концентрация звёзд составляет ≈0,13 пк−3, то есть звёздная плотность у нас в 700—7000 раз меньше. Количество звёзд в шаровых скоплениях составляет ≈104—106. Диаметры шаровых скоплений составляют 20—60 пк, массы — 104—106 солнечных.
Шаровые скопления — довольно распространённые объекты: на начало 2011 года в Млечном Пути их открыто 157, ещё около 10—20 являются кандидатами в шаровые. В более крупных галактиках их может быть больше: так, например, в Туманности Андромеды их количество может достигать 500. В некоторых гигантских эллиптических галактиках, особенно тех, которые находятся в центре галактических скоплений, — таких как M 87, может быть до 13 тыс. шаровых скоплений. Такие скопления обращаются возле галактики по большим орбитам, радиусом порядка 40 кпк (примерно 131 тыс. св. лет) или больше.
Каждая галактика достаточной массы в окрестностях Млечного Пути связана с группой шаровых скоплений. Выяснилось также, что они есть в почти каждой изученной крупной галактике. Карликовая галактика в Стрельце и карликовая галактика в Большом Псе, по всей видимости, находятся в стадии «передачи» своих шаровых скоплений (например - Паломар 12) Млечному Пути. Множество шаровых скоплений в прошлом могли быть приобретены нашей Галактикой именно таким образом.
Шаровые скопления содержат некоторые из самых ранних звёзд, появившихся в галактике, однако происхождение и роль этих объектов в галактической эволюции до сих пор не ясна. Почти точно установлено, что шаровые скопления существенно отличаются от карликовых эллиптических галактик, то есть они являются одним из продуктов звездообразования «родной» галактики, а не образовались из других присоединившихся галактик. Однако недавно учёными было выдвинуто предположение, что шаровые скопления и карликовые сфероидальные галактики могут оказаться не совсем чётко разграниченными и различными объектами.

## История наблюдений
| Наименование | Первооткрыватель          | Год  |
| ------------ | ------------------------- | ---- |
| M22          | Абрахам Иле               | 1665 |
| ω Центавра   | Эдмунд Галлей             | 1677 |
| M5           | Готфрид Кирх              | 1702 |
| M13          | Эдмунд Галлей             | 1714 |
| M71          | Жан Филипп де Шезо        | 1745 |
| M4           | Жан Филипп де Шезо        | 1746 |
| M15          | Джованни Доменико Маралди | 1746 |
| M2           | Джованни Доменико Маралди | 1746 |

Первое шаровое звёздное скопление M 22 было обнаружено немецким астрономом-любителем Иоганном Абрахамом Иле в 1665 году, однако из-за небольшой апертуры первых телескопов различить отдельные звёзды в шаровом скоплении было невозможно. Выделить звёзды в шаровом скоплении впервые получилось у Шарля Мессье во время наблюдения M 4. Позднее аббат Никола Лакайль добавил в свой каталог от 1751—1752 годах скопления, позже известные как NGC 104, NGC 4833, M 55, M 69 и NGC 6397 (буква М перед числом относится к каталогу Шарля Мессье, а NGC — к Новому общему каталогу Джона Дрейера).
Программу исследования с использованием бо́льших телескопов начал в 1782 году Уильям Гершель, это дало возможность различить звёзды во всех 33 известных к тому времени шаровых скоплениях. Кроме того, он обнаружил ещё 37 скоплений. В каталоге объектов глубокого космоса, составленных Гершелем в 1789 году, он впервые использовал название «шаровое скопление» (англ. globular cluster) для описания объектов подобного типа. Число найденных шаровых скоплений продолжало расти, достигнув 83 единиц к 1915 году, 93 — к 1930 году и 97 — к 1947 году. К 2011 году в Млечном Пути обнаружено 157 скоплений, ещё 18 являются кандидатами, а общее количество оценивается числом 180±20. Считается, что эти необнаруженные шаровые скопления скрываются за галактическими облаками газа и пыли.
Начиная с 1914 года серию исследований шаровых скоплений вёл американский астроном Харлоу Шепли; их результаты были опубликованы в 40 научных работах. Он изучал в скоплениях переменные типа RR Лиры (которые, как он предполагал, были цефеидами) и использовал зависимость «период—светимость» для оценки расстояния. Позже было установлено, что светимость переменных типа RR Лиры меньше, чем у цефеид, и Шепли на самом деле переоценил расстояние до скоплений.
Абсолютное большинство шаровых скоплений Млечного Пути располагается в области неба, окружающей галактическое ядро; причём значительное количество находится в непосредственной близости от ядра. В 1918 году Шепли воспользовался таким значительным асимметричным распределением скоплений для определения размеров нашей Галактики. Предположив, что распределение шаровых скоплений вокруг центра галактики примерно сферическое, он использовал их координаты для оценки положения Солнца относительно центра галактики. Несмотря на то, что его оценка расстояния имела значительную погрешность, она показала, что размеры Галактики намного больше, чем считалось ранее. Погрешность была связана с наличием пыли в Млечном Пути, которая частично поглощала свет от шарового скопления, делая его тусклее и тем самым дальше. Тем не менее оценка размеров Галактики, полученная Шепли, была того же порядка, какой принят сейчас.
Измерения Шепли также показали, что Солнце находится достаточно далеко от центра Галактики, вопреки существовавшим на тот момент представлениям, основанным на наблюдениях распределения обычных звёзд. В действительности, звёзды находятся в диске Галактики и поэтому нередко скрываются за газом и пылью, в то время как шаровые скопления находятся за пределами диска и их можно увидеть с гораздо большего расстояния.
Позднее в исследовании скоплений Шепли оказывали помощь Генриетта Своуп и Хелен Сойер (позднее — Хогг). В 1927—1929 годах Шепли и Сойер начали классификацию скоплений по степени концентрации звёзд. Скопления с наибольшей концентрацией были выделены в класс I и далее ранжировались по мере уменьшения концентрации до класса XII (иногда классы обозначаются арабскими цифрами: 1—12). Данная классификация получила название классификация шаровых скоплений Шепли-Сойер (англ. Shapley–Sawyer Concentration Class).

## Формирование
К настоящему времени образование шаровых скоплений до конца не изучено, и всё ещё остаётся неясным, состоит ли шаровое скопление из звёзд одного поколения, или же оно состоит из звёзд, прошедших через многократные циклы в течение нескольких сотен миллионов лет. Во многих шаровых скоплениях большинство звёзд находятся примерно в одной стадии звёздной эволюции, что даёт основание предположить, что сформировались они примерно в одно и то же время. Тем не менее, история звёздообразования варьируется от скопления к скоплению, и в некоторых случаях в скоплении находятся различные популяции звёзд. Примером этого могут являться шаровые скопления в Большом Магеллановом Облаке, которые демонстрируют бимодальное население. В раннем возрасте эти скопления могли столкнуться с гигантским молекулярным облаком, которое вызвало новую волну формирования звёзд, однако этот период звёздообразования относительно короткий по сравнению с возрастом шаровых скоплений.
Наблюдения шаровых скоплений показывают, что они возникают в основном в регионах с эффективным звёздообразованием, то есть там, где межзвёздная среда имеет более высокую плотность по сравнению с обычными областями звёздообразования. Образование шаровых скоплений преобладает в регионах со вспышками звёздообразования и во взаимодействующих галактиках. Также исследования показывают существование корреляции между массой центральной сверхмассивной чёрной дыры и размерами шаровых скоплений в эллиптических и линзовидных галактиках. Масса чёрной дыры в таких галактиках часто близка к суммарной массе шаровых скоплений галактики.
К настоящему моменту неизвестны шаровые скопления с активным звездообразованием, и это согласуется с точкой зрения, что они, как правило, являются наиболее старыми объектами в галактике и состоят из очень старых звёзд. Предшественниками шаровых скоплений могут являться очень большие области звёздообразования, известные как гигантские звёздные скопления (например, Westerlund 1 в Млечном Пути).

## Состав
Шаровые скопления, как правило, состоят из сотен тысяч старых звёзд с низкой металличностью. Тип звёзд, находящихся в шаровых скоплениях, аналогичен звёздам в балдже спиральных галактик. В них отсутствуют газ и пыль, и предполагается, что они уже давно превратились в звёзды.
Шаровые скопления имеют высокую концентрацию звёзд — в среднем около 0,4 звезды на кубический парсек, а в центре скопления 100 или даже 1000 звёзд на кубический парсек (для сравнения, в окрестностях Солнца концентрация составляет 0,12 звёзд на кубический парсек). Считается, что шаровые скопления не являются благоприятным местом для существования планетных систем, поскольку орбиты планет в ядрах плотных скоплений динамически неустойчивы из-за возмущений, вызываемых прохождением соседних звёзд. Планета, вращающаяся на расстоянии 1 а.е. от звезды в ядре плотного скопления (к примеру, 47 Тукана), теоретически могла бы просуществовать только 100 млн лет. Тем не менее, учёными обнаружена планетная система около пульсара PSR B1620-26 в шаровом скоплении М4, однако эти планеты, вероятно, образовались после события, приведшего к образованию пульсара.
Некоторые шаровые скопления, например, Омега Центавра в Млечном Пути и Mayall II в галактике Андромеда, чрезвычайно массивны (несколько миллионов солнечных масс) и содержат звёзды из нескольких звёздных поколений. Эти оба скопления можно считать свидетельством того, что сверхмассивные шаровые скопления являются ядром карликовых галактик, поглощённых гигантскими галактиками. Около четверти шаровых скоплений в Млечном Пути, возможно, были частью карликовых галактик.
Некоторые шаровые скопления (например, М15) имеют очень массивные ядра, которые могут содержать чёрные дыры, хотя моделирование показывает, что имеющиеся результаты наблюдений одинаково хорошо объясняются как наличием менее массивных чёрных дыр, так и концентрацией нейтронных звёзд (либо массивных белых карликов).

### Содержание металлов
Шаровые скопления обычно состоят из звёзд населения II, обладающих низким содержанием тяжёлых элементов. Астрономы называют тяжёлые элементы металлами, а относительную концентрацию этих элементов в звезде металличностью. Эти элементы создаются в процессе звёздного нуклеосинтеза, а затем входят в состав нового поколения звёзд. Таким образом, доля металлов может указывать на возраст звезды, и старые звёзды обычно имеют более низкую металличность.
Голландский астроном Питер Оостерхоф заметил, что, вероятно, существует два населения шаровых скоплений, которые известны как «группы Оостерхофа». Обе группы имеют слабые спектральные линии металлических элементов, но линии в звёздах типа I (OoI) не так слабы, как в типе II (OoII), и вторая группа имеет несколько более длительный период у переменных типа RR Лиры. Таким образом, тип I звёзд называют «богатыми металлами», а тип II звёзд — «низкометаллические». Эти две группы населения наблюдается во многих галактиках, особенно в массивных эллиптических. Обе группы по возрасту почти такие же, как и сама Вселенная, но отличаются друг от друга металличностью. Для объяснения этого различия выдвигались различные гипотезы, в том числе слияние с богатыми газом галактиками, поглощение карликовых галактик, а также несколькими фазами формирования звёзд в одной галактике. В Млечном Пути низкометалличные скопления ассоциируются с гало, а богатые металлом — с балджем.
В Млечном Пути большинство низкометалличных скоплений выровнены вдоль плоскости во внешней части гало галактики. Это говорит о том, что тип II скоплений был захвачен из галактики-спутника, и они не являются старейшими членами системы шаровых скоплений Млечного Пути, как считалось ранее. Разница между двумя типами скоплений в этом случае объясняется задержкой между моментом, когда две галактики сформировали их системы скоплений.

### Экзотические компоненты
В шаровых скоплениях плотность звёзд очень высока, и поэтому часто происходят близкие прохождения и столкновения. Следствием этого является бо́льшая распространённость в шаровых скоплениях некоторых экзотических классов звёзд (например, голубые отставшие звёзды, миллисекундные пульсары и маломассивные рентгеновские двойные звёзды). Голубые отставшие звёзды образуются при слиянии двух звёзд, возможно, в результате столкновения с двойной системой. Такая звезда горячее остальных звёзд скопления, имеющих ту же светимость, и тем самым отличается от звёзд главной последовательности, образовавшихся при рождении скопления.
С 1970-х гг. астрономы ищут в шаровых скоплениях чёрные дыры, но для решения этой задачи требуется высокое разрешение телескопа, поэтому только с появлением космического телескопа Хаббл было сделано первое подтверждённое открытие. На основе наблюдений было сделано предположение о наличии чёрной дыры промежуточной массы (4000 масс Солнца) в шаровом скоплении M 15 и чёрной дыры (~ 2⋅104 М⊙) в скоплении Mayall II в галактике Андромеда. Рентгеновское и радиоизлучение из Mayall II соответствует чёрной дыре промежуточной массы. Они представляют особый интерес, поскольку являются первыми чёрными дырами, имеющими промежуточную массу между обычными чёрными дырами звёздной массы и сверхмассивными чёрными дырами в ядрах галактик. Масса промежуточной чёрной дыры пропорциональна массе скопления, что дополняет ранее обнаруженное соотношение между массами сверхмассивных чёрных дыр и окружающих их галактик.
Утверждения о наличии чёрных дыр с промежуточной массой были встречены научным сообществом с некоторым скептицизмом. Дело в том, что наиболее плотные объекты в шаровых скоплениях, как предполагается, постепенно замедляют своё движение и оказываются в центре скопления в результате процесса, называемого «сегрегацией по массам». В шаровых скоплениях таковыми являются белые карлики и нейтронные звёзды. В исследованиях Хольгера Баумгардта и его коллег отмечено, что отношение массы к свету в M15 и Mayall II должно резко возрастать по направлению к центру скопления даже без наличия чёрной дыры.

## Диаграмма Герцшпрунга — Рассела
Диаграмма Герцшпрунга — Рассела (диаграмма Г-Р) — график, показывающий зависимость между абсолютной звёздной величиной и показателем цвета. Показатель цвета B-V представляет собой разность между яркостью звезды в синем свете, или B, и яркостью в видимом свете (жёлто-зелёном), или V. Большие значения показателя цвета B-V указывают на холодную красную звезду, а отрицательные значения соответствуют голубой звезде с горячей поверхностью. Когда звёзды, расположенные недалеко от Солнца, наносятся на диаграмму Г-Р, она показывает распределение звёзд различной массы, возраста и состава. Многие звёзды на диаграмме находятся сравнительно близко к наклонной кривой, проходящей из верхнего левого угла (высокие светимости, ранние спектральные классы) в правый нижний угол (низкие светимости, поздние спектральные классы). Эти звёзды называют звёздами главной последовательности. Однако диаграмма также включает звёзды, находящиеся на более поздних стадиях звёздной эволюции и сошедшие с главной последовательности.
Поскольку все звезды шарового скопления находятся примерно на одинаковом расстоянии от нас, их абсолютная звёздная величина отличается от их видимой звёздной величины примерно на одно и то же значение. Звёзды главной последовательности в шаровом скоплении сопоставимы с аналогичными звёздами в окрестностях Солнца и будут выстраиваться вдоль линии главной последовательности. Точность этого предположения подтверждается сопоставимыми результатами, полученными путём сравнения звёздных величин ближайших короткопериодических переменных звёзд (таких как RR Лиры) и цефеид с теми же типами звёзд в скоплении.
Сопоставляя кривые на диаграмме Г-Р можно определить абсолютную величину звёзд главной последовательности в скоплении. Это, в свою очередь, даёт возможность оценить расстояние до скопления, основываясь на значении видимой звёздной величины. Разница между относительной и абсолютной величиной, модуль расстояния, даёт оценку расстояния.
Когда звёзды шарового скопления наносятся на диаграмму Г-Р, то во многих случаях почти все звёзды попадают на достаточно определённую кривую, что отличается от диаграммы Г-Р звёзд вблизи Солнца, которая объединяет в одно целое звёзды разного возраста и происхождения. Форма кривой для шаровых скоплений является характеристикой групп звёзд, образовавшихся примерно в одно и то же время из одних и тех же материалов и отличающихся только своей первоначальной массой. Так как положение каждой звезды на диаграмме Г-Р зависит от возраста, то форма кривой для шарового скопления может использоваться для оценки общего возраста звёздного населения.
У самых массивных звёзд главной последовательности будет самая высокая абсолютная звёздная величина, и эти звёзды будут первыми, кто перейдёт в стадию гиганта. По мере старения скопления, звёзды с более низкими массами начнут переходить в стадию гиганта, поэтому возраст скопления с одним типом звёздного населения можно измерить путём поиска звёзд, которые только начинают переходить в стадию гиганта. Они формируют «колено» в диаграмме Г-Р с поворотом к правому верхнему углу по отношению к основной линии последовательности. Абсолютная звёздная величина в районе точки поворота зависит от возраста шарового скопления, поэтому шкалу возраста можно построить на оси, параллельной звёздной величине.
Кроме того, возраст шарового скопления можно определить по температуре наиболее холодных белых карликов. В результате вычислений установлено, что типовой возраст шаровых скоплений может доходить до 12,7 млрд лет. Этим они значительно отличаются от рассеянных звёздных скоплений, возраст которых составляет лишь несколько десятков миллионов лет.
Возраст шаровых скоплений накладывает ограничение на предельный возраст всей Вселенной. Этот нижний предел был значительным препятствием в космологии. В начале 1990-х годов астрономы столкнулись с оценкой возраста шаровых скоплений, которые были старше того, что предполагали космологические модели. Однако, детальные измерения космологических параметров посредством глубоких обзоров неба и наличия таких спутников, как COBE, решили эту проблему.
Исследования эволюции шаровых скоплений могут также использоваться для определения изменений, возникающих вследствие соединения газа и пыли, формирующих скопление. Данные, получаемые при исследовании шаровых скоплений, затем используются для изучения эволюции всего Млечного Пути.
В шаровых скоплениях наблюдаются некоторые звёзды, известные как голубые отставшие, которые, по-видимому, продолжают движение по главной последовательности в направлении более ярких голубых звёзд. Происхождение этих звёзд до сих пор неясно, но большинство моделей предполагает, что образование этих звёзд является результатом передачи масс между звёздами в двойных и тройных системах.

## Шаровые звёздные скопления в галактике Млечный Путь
Шаровые скопления являются коллективными членами нашей галактики и входят в её сферическую подсистему: они обращаются вокруг центра масс галактики по сильно вытянутым орбитам со скоростями ≈200 км/с и периодом обращения 108—109 лет. 
Возраст шаровых скоплений нашей Галактики приближается к её возрасту, что подтверждается их диаграммами Герцшпрунга — Рассела, содержащими характерный обрыв главной последовательности с голубой стороны, указывающий на превращение массивных звёзд, являющихся членами скопления, в красных гигантов.
В отличие от рассеянных скоплений и звёздных ассоциаций, межзвёздная среда шаровых скоплений содержит мало газа. Этот факт объясняется, с одной стороны, низкой параболической скоростью, составляющей ≈10—30 км/с, и, с другой стороны, их большим возрастом. Дополнительным фактором, судя по всему, является и периодическое прохождение в ходе обращения вокруг центра нашей Галактики через её плоскость, в которой концентрируются газовые облака, что способствует «выметанию» собственного газа при таких прохождениях.

## Шаровые звёздные скопления в других галактиках
В других галактиках (например, в Магеллановых облаках) наблюдаются и относительно молодые шаровые скопления.
Большинство шаровых скоплений в БМО и ММО принадлежат к молодым звёздам, в отличие от шаровых скоплений нашей Галактики, и, в основном, погружены в межзвёздные газ и пыль. Например, туманность Тарантул окружают молодые шаровые скопления бело-голубых звёзд. В центре туманности находится молодое яркое скопление.
Шаровые звёздные скопления в галактике Андромеды (М31):
| Название          | G1   | G76 | G280 | G78  | G213 | G272 | G72 | G119 | G64  | G219 | G257 | G172 | G302 | G244 | G256 | G279 | G96  |
| Звёздная величина | 13,7 | 14  | 14   | 14,3 | 14,7 | 14,8 | 15  | 15   | 15,1 | 15,1 | 15,1 | 15,2 | 15,2 | 15,3 | 15,3 | 15,4 | 15,5 |

Для наблюдения большинства шаровых скоплений М31, нужен телескоп диаметром от 10 дюймов, самые яркие можно видеть и в 5 дюймовый телескоп. Среднее увеличение — 150—180 крат, оптическая схема телескопа значения не имеет.
Скопление G1 (Mayall II) является самым ярким скоплением Местной группы, расстояние — 170 000 св. лет.